# March ör Die
March ör Die – jedenasty album studyjny brytyjskiego zespołu Motörhead, wydany 14 sierpnia 1992 roku nakładem wytwórni muzycznej Epic Records. W jego nagrywaniu wzięło udział aż trzech perkusistów: Phil Taylor, który został wyrzucony po nagraniu „I Ain’t No Nice Guy” (ponieważ nie nauczył się swoich ścieżek perkusyjnych); Tommy Aldridge, który nagrał większość materiału dla tego albumu i Mikkey Dee, nagrał „Hellraiser” (utwór ten został oryginalnie napisany przez Lemmy’ego dla Osbourne’a do albumu No More Tears). Album został zarejestrowany w 1992 roku w Music Grinder Studios w Hollywood. Nagrania były promowane teledyskami do utworów „I Ain’t No Nice Guy” i „Hellraiser”.

## Lista utworów
Opracowano na podstawie materiału źródłowego.
| Nr  | Tytuł utworu                             | Autorzy                              | Długość |
| --- | ---------------------------------------- | ------------------------------------ | ------- |
| 1.  | „Stand”                                  | Campbell, Würzel, Kilmister          | 03:32   |
| 2.  | „Cat Scratch Fever” (cover Teda Nugenta) | Nugent                               | 03:52   |
| 3.  | „Bad Religion”                           | Campbell, Würzel, Kilmister          | 05:01   |
| 4.  | „Jack the Ripper”                        | Campbell, Würzel, Kilmister          | 04:39   |
| 5.  | „I Ain’t No Nice Guy”                    | Kilmister                            | 04:16   |
| 6.  | „Hellraiser”                             | Kilmister, Ozzy Osbourne, Zakk Wylde | 04:37   |
| 7.  | „Asylum Choir”                           | Campbell, Würzel, Kilmister          | 03:41   |
| 8.  | „Too Good to Be True”                    | Campbell, Würzel, Kilmister          | 03:36   |
| 9.  | „You Better Run”                         | Kilmister                            | 04:50   |
| 10. | „Name in Vain”                           | Campbell, Würzel, Kilmister          | 03:06   |
| 11. | „March ör Die”                           | Kilmister                            | 05:42   |
|     |                                          |                                      | 46:52   |

## Twórcy
Opracowano na podstawie materiału źródłowego.
| Zespół Motörhead w składzie - Lemmy Kilmister – gitara basowa, gitara akustyczna, śpiew, aranżacja wiolonczeli - Philip Campbell – gitara elektryczna, gitara akustyczna - Michael Burston – gitara elektryczna - Tommy Aldridge – perkusja - Phil Taylor – perkusja (5) - Mikkey Dee – perkusja (6) Dodatkowi muzycy - Peter Solley – instrumenty klawiszowe, aranżacja wiolonczeli - Slash – gitara elektryczna (5, 9) - Ozzy Osbourne – śpiew (5) |  | Inni - Steve Hall – mastering - Casey McMackin, Lawrence Ethan, Tim Nitz – inżynieria dźwięku - Merlyn Rosenberg – zdjęcia - Peter Solley – produkcja muzyczna |

## Listy sprzedaży
| Lista                | Kraj            | Pozycja |
| -------------------- | --------------- | ------- |
| Media Control Charts | Niemcy          | 21      |
| Sverigetopplistan    | Szwecja         | 42      |
| UK Albums Chart      | Wielka Brytania | 60      |
| Schweizer Hitparade  | Szwajcaria      | 18      |
| Ö3 Austria Top 40    | Austria         | 16      |